# Avenida Almirante Reis
A Avenida Almirante Reis é uma avenida localizada nas freguesias de Arroios, Santa Maria Maior e Areeiro, no centro de Lisboa. Vai desde a Rua da Palma até à Praça Francisco Sá Carneiro. Homenageia a figura do almirante Carlos Cândido dos Reis (1852–1910), revolucionário republicano. 
Antigamente denominada Avenida D. Amélia, viu, após a revolução republicana de 1910, o seu nome ser mudado para a denominação actual. É um local de passagem quotidiana para qualquer lisboeta que se desloque para o centro da cidade, vindo do Areeiro ou de Arroios. É uma das zonas mais multiculturais da cidade.

## Edifícios Notáveis
Na parte inferior encontram-se belos exemplos de edifícios Arte Nova.

### 1 a 1-C

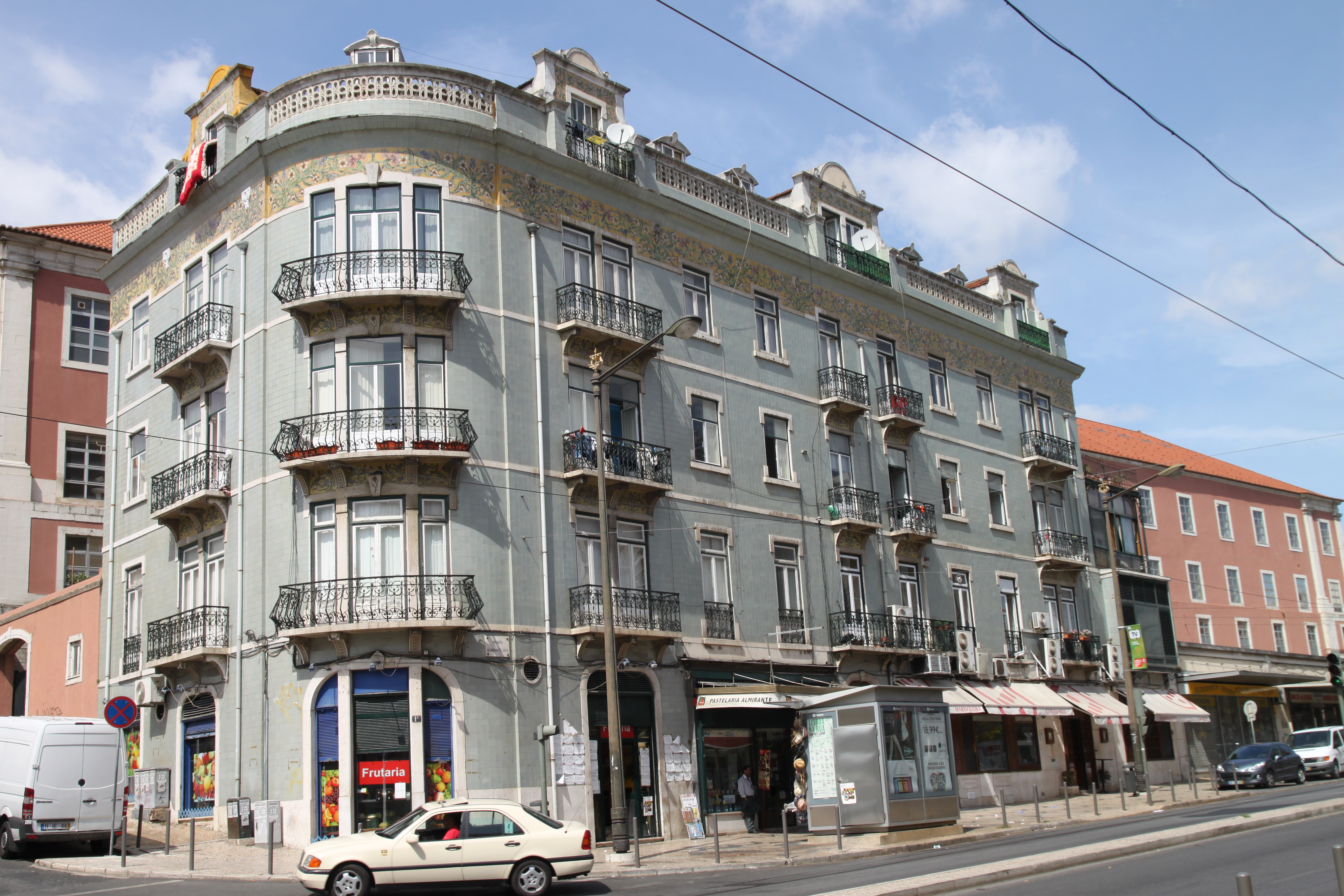
Av Almirante Reis, nº 1

Edifício situado na Avenida do Almirante Reis, 1 a 1-C, tornejando para a Rua Nova do Desterro, 2 e 2-A. Foi classificado como Imóvel de Interesse Público pelo Decreto n.º 8/83, DR, I Série, n.º 19, de 24/01/1983.
Trata-se de um edifício construído em 1905 e desenhado pelo arquitecto Joaquim Francisco Tojal. Nele são usados elementos de Arte Nova, ferro e vários elementos revivalistas. Possui também azulejos na parte de cima das janelas e nas trapeiras.

### 2 a 2-K

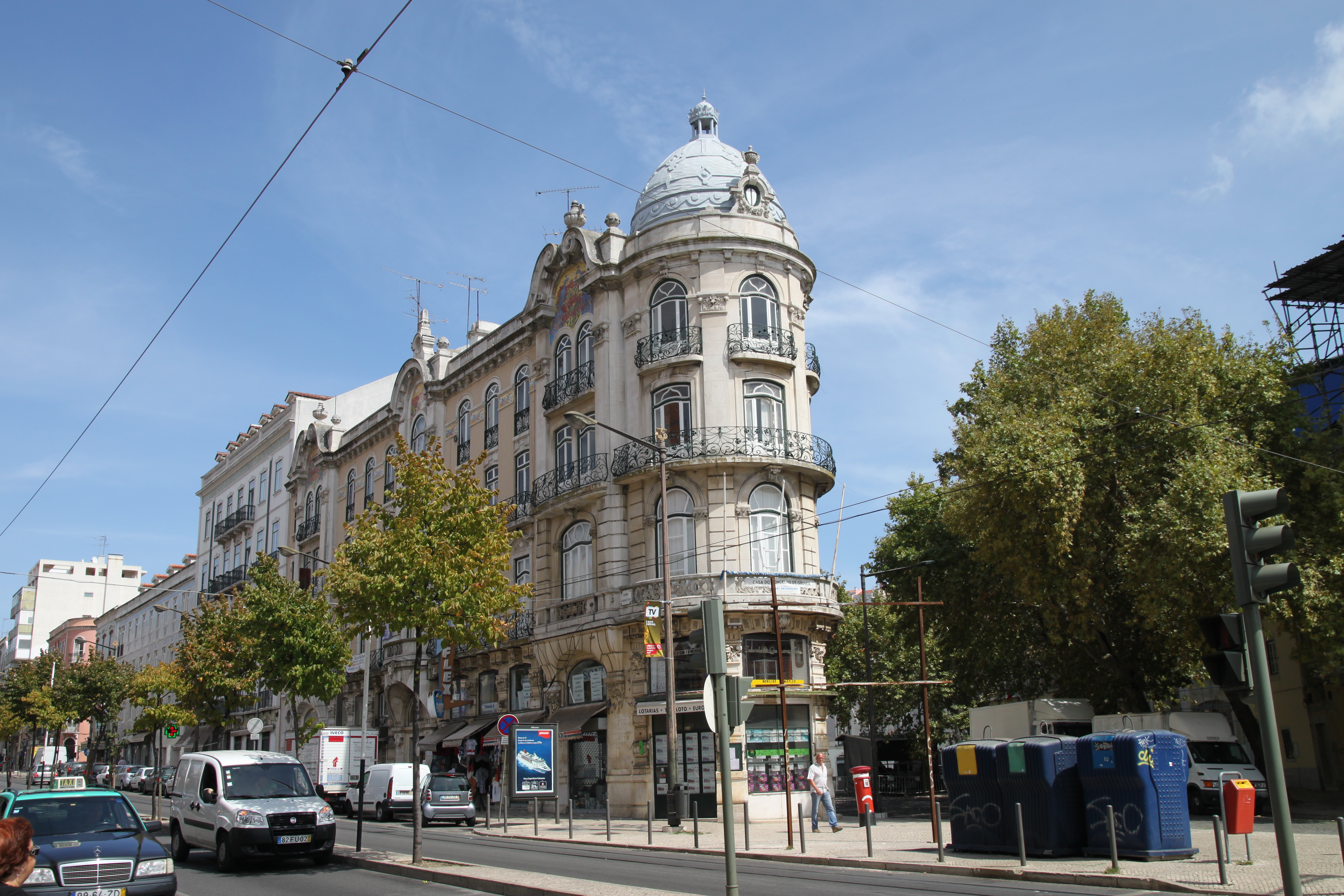
Avenida Almirante Reis nº 2

Prédio situado no gaveto formado pela Avenida do Almirante Reis, 2 a 2-K, e Largo do Intendente Pina Manique, 1 a 6. Foi classificado como Imóvel de Interesse Público pelo Decreto n.º 95/78, DR, I Série, n.º 210, de 12/09/1978
O edifício, de quatro pisos, foi construído em 1908, tendo no mesmo ano sido galardoado como o Prémio Valmor. O arquitecto foi Adães Bermudes. As fachadas possuem azulejos com motivos animais e vegetais. Também é um exemplo do uso de Arte Nova. Nele é usado o ferro forjado, sendo patente na cúpula o estilo neo-barroco.

### 74-B

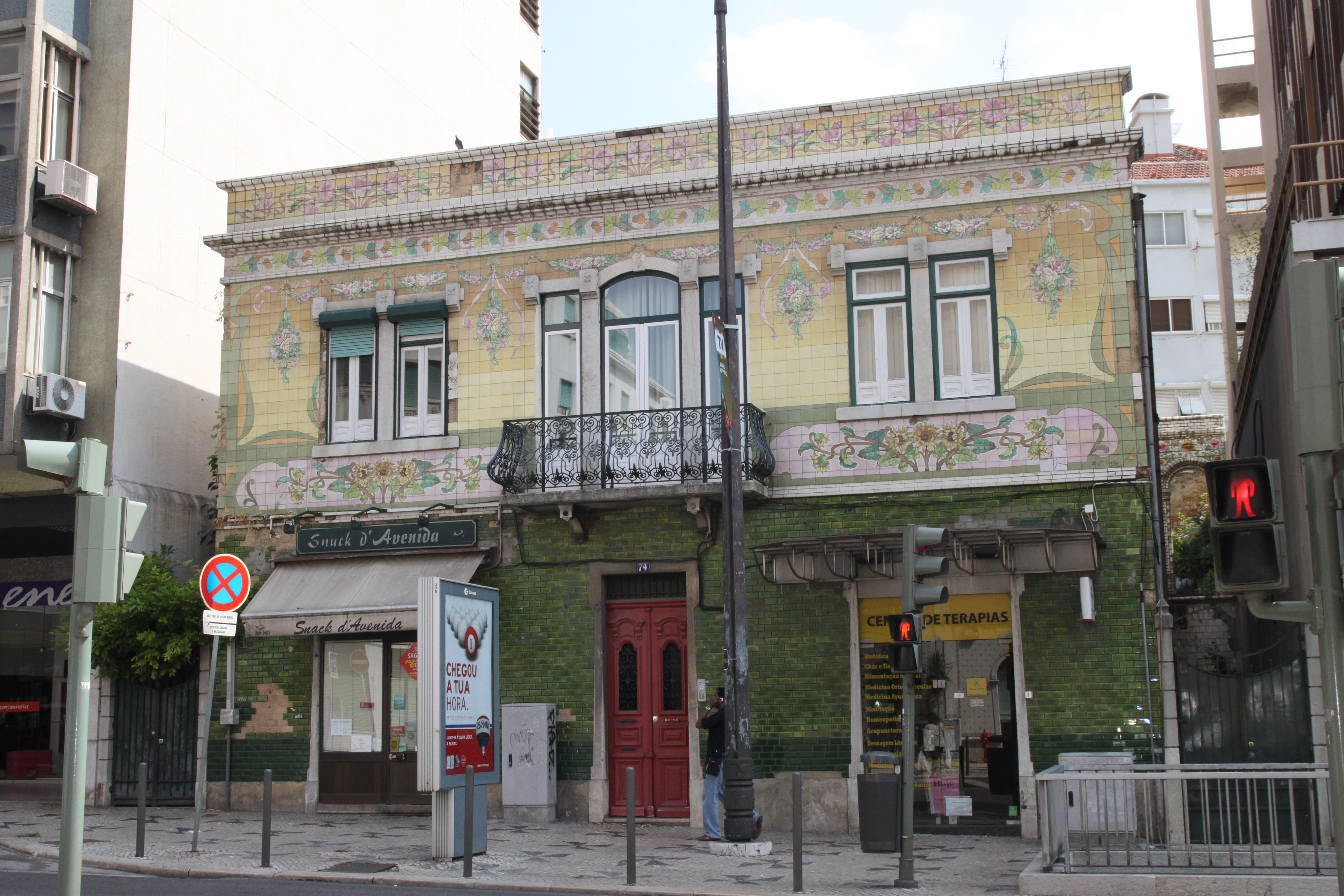
Av Almirante Reis nº 74

Prédio com fachada de azulejo arte nova na Avenida Almirante Reis, 74-B. Foi classificado como Imóvel de Interesse Público pelo Decreto n.º 95/78, DR, I Série, n.º 210, de 12/09/1978.
Trata-se de um exemplo da introdução da Arte Nova do início do século XX em Lisboa, como tal, tem elementos como azulejos, em painel ou friso, cantarias e ferro forjado. O edifício teve como responsável de obra, Joaquim Craveiro Lopes. Destacam-se os azulejos na fachada, com motivos vegetais, que a cobrem totalmente, e elaborados por Alfredo Pinto, no ano de 1911.